# Прапор Киянки
Пра́пор Кия́нки — офіційний символ села Киянка Ємільчинського району Житомирської області, затверджений 5 березня 2013 р. рішенням XXII сесії Киянської сільської ради VI скликання.

## Опис
Квадратне полотнище вертикально поділене на три рівні частини — синю, червону і зелену. На середній смузі зображення Архистратига Михаїла.
Синій колір символізує мирне безхмарне небо, багатство краю водними ресурсами; червоний — мужність, сміливість, славетне історичне минуле; зелений — Поліський край і місцеву природу.
Автор — Василь Несторович Данюк.